# Domino Effect Tour
Il Domino Effect Tour è stato un tour della rock band svizzera Gotthard, intrapreso in promozione all'album eponimo. Il tour è stato composto da un centinaio di concerti in giro per il mondo e si è concluso con un mini-tour in Germania come spalle dei Deep Purple, in occasione dei quarant'anni di carriera di questi ultimi.

## Date
| Data                           | Città                    | Paese         | Luogo o evento               |
| ------------------------------ | ------------------------ | ------------- | ---------------------------- |
| Europa                         |                          |               |                              |
| 9 maggio 2007                  | Reinach                  | Svizzera      | Glashaus                     |
| 10 maggio 2007                 | Losanna                  | Svizzera      | Les Docks                    |
| 11 maggio 2007                 | Mendrisio                | Svizzera      | La Birraria                  |
| 12 maggio 2007                 | Agno                     | Svizzera      | Music Bar Temus              |
| 16 maggio 2007                 | Berna                    | Svizzera      | Festhalle                    |
| 18 maggio 2007                 | Winterthur               | Svizzera      | Eishalle Deutweg             |
| 19 maggio 2007                 | Lucerna                  | Svizzera      | SwissLife Arena              |
| 26 maggio 2007                 | Bassecourt               | Svizzera      | Halle Des Fêtes              |
| 23 giugno 2007                 | Huttwil                  | Svizzera      | Rock Sound Festival          |
| 29 giugno 2007                 | Monaco di Baviera        | Germania      | Tollwood Festival            |
| 7 luglio 2007                  | Bisingen                 | Germania      | Goetz Festival               |
| 10 luglio 2007                 | Friburgo in Brisgovia    | Germania      | Goetz Festival               |
| 14 luglio 2007                 | Helsingborg              | Svezia        | Hedens Sportsground          |
| 21 luglio 2007                 | Pförring                 | Germania      | Open Air                     |
| 2 agosto 2007                  | Brienz                   | Svizzera      | Brienzer See Rock            |
| 1º settembre 2007              | Villaco                  | Austria       | Rock The Lake                |
| 6 settembre 2007               | Kavarna                  | Bulgaria      | Festival (concerto gratuito) |
| 7 settembre 2007               | Biasca                   | Svizzera      | Rock Music Festival          |
| 8 settembre 2007               | Saint-Julien-en-Genevois | Francia       | Guitars en scene Festival    |
| 9 settembre 2007               | Raismes                  | Francia       | Raismesfest                  |
| Asia                           |                          |               |                              |
| 18 settembre 2007              | Tokyo                    | Giappone      | Shibuya O-East               |
| 19 settembre 2007              | Osaka                    | Giappone      | Club Quattro                 |
| 21 settembre 2007              | Seul                     | Corea del Sud | Rolling Hall                 |
| Europa                         |                          |               |                              |
| 25 settembre 2007              | Mosca                    | Russia        | Tochka Club                  |
| 26 settembre 2007              | San Pietroburgo          | Russia        | DK Lensoveta                 |
| 3 ottobre 2007                 | Zlín                     | Rep. Ceca     | Masters of Rock Cafe         |
| 5 ottobre 2007                 | Hohenems                 | Austria       | Eventcenter                  |
| 6 ottobre 2007                 | Ehrwald                  | Austria       | Zugspitzsaal                 |
| 7 ottobre 2007                 | Graz                     | Austria       | Orpheum                      |
| 9 ottobre 2007                 | Budapest                 | Ungheria      | A-38                         |
| 10 ottobre 2007                | Vienna                   | Austria       | Planet Music                 |
| 12 ottobre 2007                | Plauen                   | Germania      | Festhalle                    |
| 13 ottobre 2007                | Amburgo                  | Germania      | Docks                        |
| 14 ottobre 2007                | Dresda                   | Germania      | Schlachthof                  |
| 16 ottobre 2007                | Lipsia                   | Germania      | Werk II                      |
| 18 ottobre 2007                | Colonia                  | Germania      | E-Werk                       |
| 19 ottobre 2007                | Gießen                   | Germania      | Hessen Halle                 |
| 20 ottobre 2007                | Kempten                  | Germania      | Bigbox                       |
| 21 ottobre 2007                | Tuttlingen               | Germania      | Tuttlinger Hallen            |
| 23 ottobre 2007                | Neu Isenburg             | Germania      | Hugenottenhalle              |
| 24 ottobre 2007                | Stoccarda                | Germania      | Messe B                      |
| 26 ottobre 2007                | Bamberga                 | Germania      | Jako Arena                   |
| 27 ottobre 2007                | Bad Tölz                 | Germania      | Hacker Pschorr Arena         |
| 28 ottobre 2007                | Aalen                    | Germania      | Greuthalle                   |
| 30 ottobre 2007                | Berma                    | Germania      | Aladin                       |
| 31 ottobre 2007                | Berlino                  | Germania      | Postbahnhof                  |
| 2 novembre 2007                | Augusta                  | Germania      | Kongresshalle                |
| 3 novembre 2007                | Disentis                 | Svizzera      | Sport & Kulturzentrum        |
| 4 novembre 2007                | Basilea                  | Svizzera      | Avo Session                  |
| 10 novembre 2007               | Pirmasens                | Germania      | Quasimodo                    |
| 13 novembre 2007               | Rostock                  | Germania      | Mau Club                     |
| 14 novembre 2007               | Verviers                 | Belgio        | Spirit of 66                 |
| 16 novembre 2007               | Dudley                   | Regno Unito   | JB's                         |
| 17 novembre 2007               | Sheffield                | Regno Unito   | Corporation                  |
| 18 novembre 2007               | Nottingham               | Regno Unito   | Rock City                    |
| 20 novembre 2007               | Västerås                 | Svezia        | Sigurdsgatan 25              |
| 21 novembre 2007               | Malmö                    | Svezia        | KB                           |
| 23 novembre 2007               | Stoccolma                | Svezia        | Boat Cruise                  |
| 24 novembre 2007               | Stoccolma                | Svezia        | Sweden Rock Kick Off         |
| 2 dicembre 2007                | Lussemburgo              | Lussemburgo   | Atelier                      |
| 4 dicembre 2007                | Barcellona               | Spagna        | Razzmatazz 2                 |
| 5 dicembre 2007                | Madrid                   | Spagna        | Macumba                      |
| 6 dicembre 2007                | Siviglia                 | Spagna        | Sala Q                       |
| 7 dicembre 2007                | Gijón                    | Spagna        | Teatro Albeniz               |
| 8 dicembre 2007                | Bilbao                   | Spagna        | Santana 27                   |
| 19 dicembre 2007               | Gossau                   | Svizzera      | SG, Fürstenlandsaal          |
| 20 dicembre 2007               | Gossau                   | Svizzera      | SG, Fürstenlandsaal          |
| 21 dicembre 2007               | Olten                    | Svizzera      | Stadthalle                   |
| 22 dicembre 2007               | Friburgo                 | Svizzera      | Forum                        |
| 9 febbraio 2008                | Milano                   | Italia        | Transylvania                 |
| 13 febbraio 2008               | Vosselaar                | Belgio        | Biebob                       |
| 15 febbraio 2008               | Zoetermeer               | Paesi Bassi   | Boerderij                    |
| 16 febbraio 2008               | Helmond                  | Paesi Bassi   | Plato                        |
| 17 febbraio 2008               | Parigi                   | Francia       | Le Nouveau Casino            |
| 11 aprile 2008                 | Zermatt                  | Svizzera      | Festivalzelt - Zeltbühne     |
| 4 maggio 2008                  | Göteborg                 | Svezia        | Sticky Fingers               |
| 5 maggio 2008                  | Oslo                     | Norvegia      | Smuget                       |
| 7 maggio 2008                  | Copenaghen               | Danimarca     | Amager Bio                   |
| 8 maggio 2008                  | Gävle                    | Svezia        | Wasteland                    |
| 9 maggio 2008                  | Stoccolma                | Svezia        | The Rock Cruise              |
| 23 maggio 2008                 | Müllheim                 | Svizzera      | Festzelt bei Rosenweiher     |
| 24 maggio 2008                 | Wetzikon                 | Svizzera      | Eishalle                     |
| 30 maggio 2008                 | Bienne                   | Svizzera      | UBS Arena                    |
| 31 maggio 2008                 | Pratteln                 | Svizzera      | Fancamp EU 2008              |
| 7 giugno 2008                  | Sölvesborg               | Svezia        | Sweden Rock Festival         |
| 15 giugno 2008                 | Nimega                   | Paesi Bassi   | Arrow Rock Festival          |
| 20 giugno 2008                 | Bilbao                   | Spagna        | KobetaSonik Festival         |
| 21 giugno 2008                 | Künzelsau                | Germania      | Würth Open Air               |
| 27 giugno 2008                 | Ginevra                  | Svizzera      | Plain des Plainpalais        |
| 28 giugno 2008                 | Buchs                    | Svizzera      | UBS Arena                    |
| 5 luglio 2008                  | Lucerna                  | Svizzera      | Pilatus Kulm (Unplugged)     |
| 11 luglio 2008                 | Bad Arolsen              | Germania      | Magic Circle festival        |
| 13 luglio 2008                 | Vizovice                 | Rep. Ceca     | Masters of Rock              |
| 19 luglio 2008                 | Pförring                 | Germania      | Open Air                     |
| 26 luglio 2008                 | Colonia                  | Germania      | Tanzbrunnen                  |
| 27 luglio 2008                 | Amberg                   | Germania      | Campus Festival              |
| 6 agosto 2008                  | Zofingen                 | Svizzera      | Heitere-Platz                |
| 14 agosto 2008                 | Walkringen               | Svizzera      | Moos-Festival                |
| 16 agosto 2008                 | San Gottardo             | Svizzera      | Harley on Gotthard           |
| 19 settembre 2008              | Losanna                  | Svizzera      | Place de la Riponne          |
| Tour tedesco con i Deep Purple |                          |               |                              |
| 31 ottobre 2008                | Lipsia                   | Germania      | Leipzig Arena                |
| 1º novembre 2008               | Hannover                 | Germania      | AWD Hall                     |
| 2 novembre 2008                | Kassel                   | Germania      | Eissporthalle                |
| 4 novembre 2008                | Erfurt                   | Germania      | Messehalle                   |
| 6 novembre 2008                | Kiel                     | Germania      | Sparkassen Arena             |
| 7 novembre 2008                | Francoforte              | Germania      | Festhalle                    |
| 8 novembre 2008                | Stoccarda                | Germania      | Schleyerhalle                |
| 10 novembre 2008               | Magdeburgo               | Germania      | Bördelandhalle               |
| 11 novembre 2008               | Berlino                  | Germania      | Max-Schmeling-Halle          |
| 13 novembre 2008               | Oberhausen               | Germania      | König-Pilsener-Arena         |
| 14 novembre 2008               | Karlsruhe                | Germania      | Europahalle                  |
| 15 novembre 2008               | Monaco di Baviera        | Germania      | Olympiahalle                 |
| 17 novembre 2008               | Bamberga                 | Germania      | Jako Arena                   |

## Scaletta principale
1. Master of Illusion
2. Gone Too Far
3. Top of the World
4. The Call
5. Hush
6. I Wonder
7. Sister Moon
8. Anytime Anywhere
9. Tomorrow's Just Begun
10. One Life, One Soul
11. Let It Be
12. Mountain Mama
13. Movin' On
14. The Oscar Goes to...
15. Domino Effect

Encore
1. Falling
2. Heaven
3. Lift U Up

Encore 2
1. Mighty Quinn

## Formazione
- Steve Lee – voce
- Leo Leoni – chitarre
- Freddy Scherer – chitarre
- Marc Lynn –  basso
- Hena Habegger –  batteria

### Altri musicisti
- Nicolò Fragile – tastiere